# Spółgłoska boczna zwarto-szczelinowa ejektywna dziąsłowa
Spółgłoska boczna zwarto-szczelinowa ejektywna dziąsłowa – rodzaj dźwięku spółgłoskowego występujący w językach naturalnych. W Międzynarodowym alfabecie fonetycznym oznaczany jest symbolem [tɬʼ].

## Artykulacja
W czasie artykulacji artykulacji wariantu dziąsłowego [tɬʼ]:
- modulowany jest prąd powietrza powstały w wyniku ruchu krtani do góry przy zwartych wiązadłach głosowych, czyli artykulacja tej spółgłoski wymaga inicjacji krtaniowej i egresji;
- tylna część podniebienia miękkiego zamyka dostęp do jamy nosowej, prąd powietrza uchodzi przez jamę ustną;
- prąd powietrza w jamie ustnej przepływa po bokach języka;
- w początkowej fazie dochodzi do zwarcia języka z dziąsłami tak jak przy artykulacji spółgłoski [t]. Zamiast plozji następuje przejście do spółgłoski [ɬʼ] bez oderwania języka od dziąseł;
- więzadła głosowe nie drgają, spółgłoska ta jest bezdźwięczna.

## Wykorzystanie
Spółgłoska boczna zwarto-szczelinowa ejektywna dziąsłowa występuje w dialektach języka kabardyjskiego, a także m.in. w językach: awarskim, haida, iraku, st’át’imcets, lushootseed, tlingit, nawaho. 